# 聖結石
聖結石（英語：Saint，1990年11月13日—），本名曾聖傑，為一位網路紅人、YouTuber，過去曾為頑Game成員，而後單飛並獨自經營YouTube頻道後吸引大量粉絲訂閱，稱之為「聖粉」。聖結石曾經是台灣最快突破一百萬訂閱的YouTuber（225天），但該紀錄在2025年3月13日被Andy老師給打破。

## 頻道發展過程
- 2014年1月16日，聖結石加入頑game。
- 2016年10月21日，聖結石開始經營個人頻道，並且開始每日發片。
- 2016年11月10日，聖結石離開頑game。
- 2016年11月17日，聖結石Saint頻道突破10萬訂閱。
- 2017年4月30日，聖結石發表首張單曲「安儷」。
- 2017年5月19日，聖結石發表第二張單曲「真的不想嘴」，其中聖嫂DoDo參與演出MV。
- 2017年6月3日，聖結石Saint頻道突破100萬訂閱。
- 2017年6月9日，聖結石發表第三張單曲「根本就不會再見面」，其中數名網紅參與演出MV，同日，首張EP正式發行。
- 2017年8月12日，聖結石在台北美麗華舉行粉絲見面會。
- 2017年9月29日，聖結石秘密加開新頻道「曾勝傑Saint life」。
- 2017年10月6日，發行第四張單曲「一定會追到你」。
- 2017年12月1日，與黃美珍發行第五張單曲「說不出口的想念」。
- 2017年12月30日，發行個人第一張專輯「人生大爆炸」，並同時發表專輯內歌曲「只能懷念」的MV。
- 2018年2月15日，發表「朋友BANG不見」的MV，網友評價兩極。
- 2018年4月11日，新動畫節目【愛情廢言】在LUVE平台首播。
- 2018年4月13日，新實境整人節目【驚喜委託所】在LUVE平台首播。
- 2022年3月26日，刪除所有youtube影片。

## 音樂作品

### 實體專輯

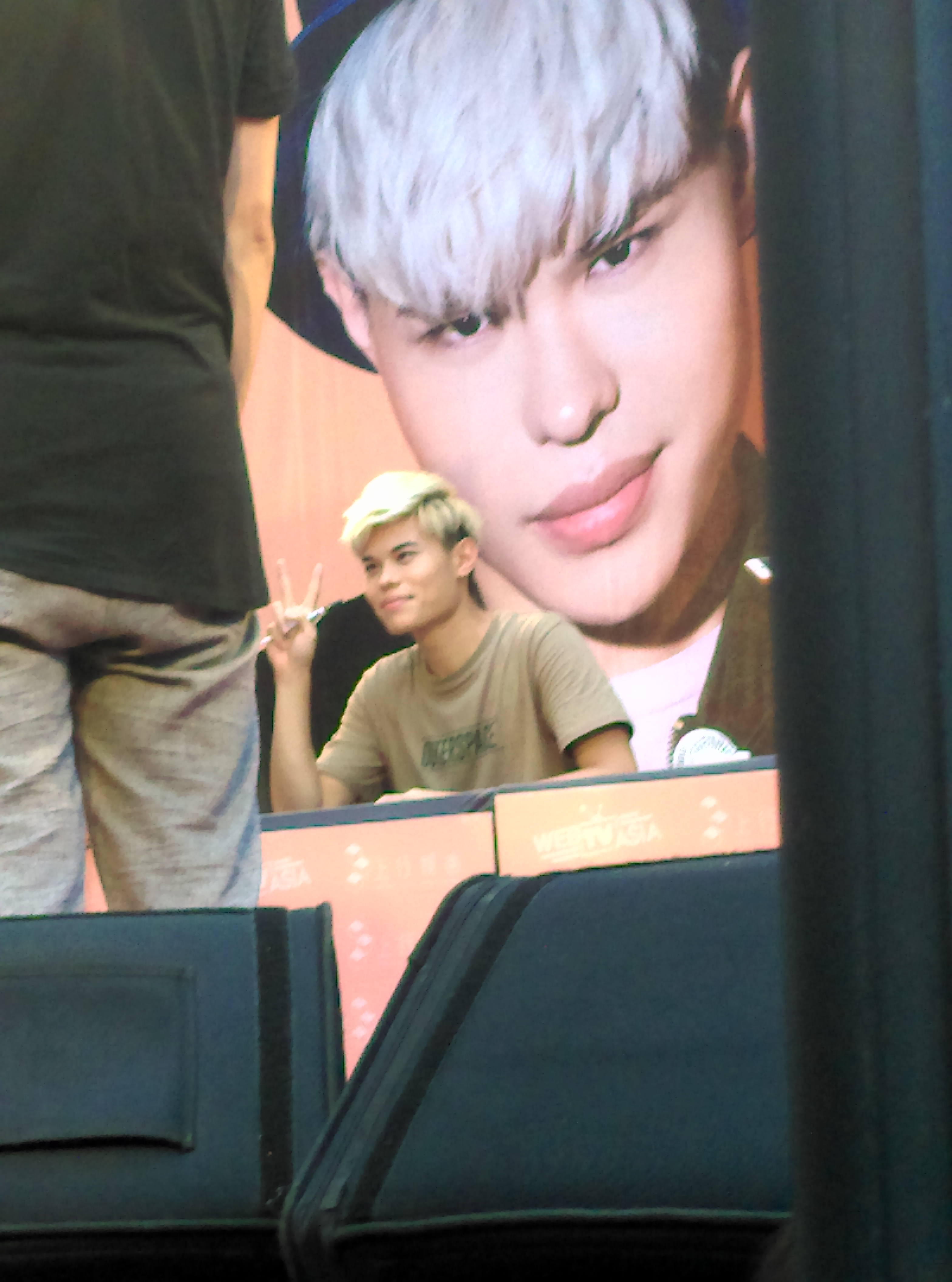
聖結石在廣三SOGO的簽唱會

| No. | 單曲資料                                                                                               | 曲目                                                                                       |
| --- | --- | ------------------------------------------------------------------------------------------ |
| 1st | 首張迷你專輯《聖結石Saint》 - 發行日期：2017年6月16日 - 發行公司：上行娛樂 - 發售形態：特點盤 & 普通盤 | CD收錄曲 1. 安儷 2. 真的不想嘴 3. 根本就不會再見面                                         |
| 2nd | 第二張迷你專輯《人生大爆炸》 - 發行日期：2017年12月29日 - 發行公司：上行娛樂                           | CD收錄曲 1. 薛丁格的貓 2. 一定會追到你 3. 只能懷念 4. 說不出口的想念 5. 患 6. 朋友BANG不見 |

### 單曲
| No. | 發行日期      | 單曲資料           | 備注                 |
| --- | ------------- | ------------------ | -------------------- |
| 1st | 2017年10月6日 | 《一定會追到你》   | 收錄於《人生大爆炸》 |
| 2nd | 2017年12月1日 | 《說不出口的想念》 | 收錄於《人生大爆炸》 |
| 3rd | 2019年6月20日 | 《你的潔癖》       |                      |

### MV
| 發行日期       | MV資料                       | 備注                   |
| -------------- | ---------------------------- | ---------------------- |
| 2017年4月30日  | 安儷                         | 收錄於 《聖結石Saint》 |
| 2017年5月19日  | 真的不想嘴 (feat.聖嫂Dodo)   | 收錄於 《聖結石Saint》 |
| 2017年6月9日   | 根本就不會再見面             | 收錄於 《聖結石Saint》 |
| 2017年10月6日  | 一定會追到你                 | 收錄於 《人生大爆炸》  |
| 2017年12月1日  | 說不出口的想念 (feat.黃美珍) | 收錄於 《人生大爆炸》  |
| 2017年12月30日 | 只能懷念                     | 收錄於 《人生大爆炸》  |
| 2018年2月15日  | 朋友BANG不見                 | 收錄於 《人生大爆炸》  |
| 2019年5月16日  | 患 【歌詞MV】                | 收錄於 《人生大爆炸》  |
| 2019年6月1日   | 薛丁格的貓 【歌詞MV】        | 收錄於 《人生大爆炸》  |

## 外部接
- 聖結石的Instagram帳戶
- YouTube上的聖結石Saint頻道
- YouTube上的聖J10頻道
- YouTube上的Saint頻道